# Augustin Roch de Menou de Charnizay

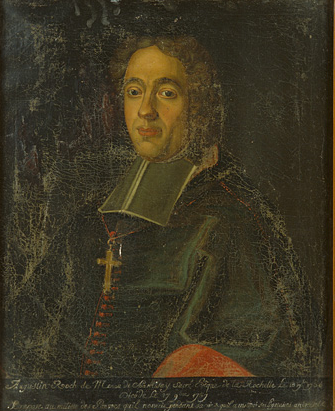
Augustin-Roch de Menou

Augustin-Roch de Menou de Charnizay (auch Charnisay oder Charnisai; * 15. Mai 1681 in Menou; † 26. November 1767 in La Rochelle) war ein französischer römisch-katholischer Geistlicher und Bischof von La Rochelle.

## Leben
Augustin Roch de Menou wurde am 15. Mai 1681 in Nanvignes bei Nevers als Sohn des Armand-François de Menou-Charnizay (1627–1703) geboren. Der Vater hatte sich als Soldat in den Kriegen König Ludwigs XIV. ausgezeichnet und wurde dafür 1697 zum Marquis erhoben. Er ist der Bauherr des heutigen Schlosses Menou. Die Mutter Françoise-Marie de Clère hatte die Herrschaften La Quesnoye in der Normandie und Prunay-le-Gillon bei Chartres mit in die Ehe gebracht.
Augustin Roch schlug als jüngerer Sohn die kirchliche Laufbahn ein. In das Priesterseminar St Sulpice in Paris eingetreten, wurde er von der Sorbonne zum Doktor der Theologie promoviert und empfing er im April 1707 die Priesterweihe. Danach war er in der Diözese Chartres tätig. Am 22. März 1708 wurde er Domherr an der Kathedrale von Chartres, 1711 Capicerius und Generalvikar, am 19. Mai 1712 Erzdiakon für Dreux und am 20. Februar 1716 für die Region Dunois. 1725 war er Deputierter für den 2. Stand (Adel) beim Nationalkonzil in Paris. Am 20. März 1727 erhielt er als Pfründe die Abtei Notre-Dame d’Angle im Bistum Luçon und am 20. November 1728 die Abtei Saint-Pierre de Preuilly im Bistum Tours.
Am 15. Oktober 1729 wurde er zum Bischof von La Rochelle berufen. Die Bischofsweihe spendete ihm am 14. August 1730 in Paris Erzbischof von Bordeaux François-Honoré-Lancelot de Casaubon de Maniban; Mitkonsekratoren waren Charles-François des Monstiers de Mérinville, Bischof von Chartres, und Léon de Beaumont, Bischof von Saintes. Von seinem 37 Jahre währenden Episkopat konnte er nur die ersten zehn Jahre lang pastoral tätig werden, ab 1740 wurde er von verschiedenen Krankheiten geplagt. 1732 führte er diözesane Pastoralkonferenzen ein, die 1733, 1735 und 1739 stattfanden. Am 18. April 1742 legte er den Grundstein zum Neubau der Kathedrale von La Rochelle. Aus eigenen Mitteln ließ er das 1760 abgebrannte Klarissenkloster wieder aufbauen.
Er starb am 26. November 1767 in La Rochelle und wurde am 1. Dezember in der Kapelle des Hôpital général, das er zu seinem Erben eingesetzt hatte, bestattet.